# Tiny Tina's Wonderlands
Tiny Tina's Wonderlands é um jogo eletrônico de RPG de ação e tiro em primeira pessoa desenvolvido pela Gearbox Software e publicado pela 2K Games. É um spin-off da série Borderlands, e um sucessor de Borderlands 2: Tiny Tina's Assault on Dragon Keep. Foi lançado em 25 de março de 2022 para Microsoft Windows, PlayStation 4, PlayStation 5, Xbox One e Xbox Series X/S.

## Jogabilidade
Semelhante aos seus antecessores, Tiny Tina's Wonderlands é um jogo eletrônico de tiro em primeira pessoa com elementos de RPG de ação. Pode ser jogado sozinho ou com três outros jogadores no modo multijogador on-line ou local em tela dividida. O jogo se passa logo após Tiny Tina's Assault on Dragon Keep e, como essa expansão, a campanha se passa no mundo de um RPG de mesa com tema de fantasia. A personagem Tiny Tina, está ambientada em um mundo semelhante a uma masmorra, com seu cenário podendo ser mudado a qualquer momento.
Em Tiny Tina's Wonderlands, os jogadores podem criar seus próprios personagens jogáveis. O jogo apresenta seis classes de personagens distintos e, pela primeira vez na série, os jogadores podem misturar e combinar essas habilidades para seus personagens. Os avatares jogáveis possuem estatísticas que podem ser atualizadas usando "pontos de herói". Os jogadores possuem um grande arsenal de armas e armas de fogo à sua disposição e, pela primeira vez na série, armas brancas podem ser usadas. O jogo apresenta o mesmo sistema de loot gerado proceduralmente da série Borderlands, capaz de gerar inúmeras combinações de armas e outros equipamentos. Os jogadores também podem lançar diferentes feitiços mágicos, como convocar meteoros ou transformar inimigos em ovelhas. O jogo apresenta um overworld, que é usado pelos personagens jogáveis para atravessar diversos locais no jogo. Existem encontros de combate aleatórios e missões que só podem ser concluídas no overworld.

## Desenvolvimento
Tiny Tina's Wonderlands foi desenvolvido pela Gearbox Software. De acordo com o fundador da Gearbox, Randy Pitchford, o estúdio planejava lançar um spin-off de fantasia da série desde o início de 2010, e lançou vários projetos de fantasia para publicadoras durante os primeiros dias do estúdio. O sistema de overworld do jogo foi inspirado em jogos de RPG japoneses, como a série Final Fantasy. A Gearbox projetou intencionalmente cinco mapas que só podem ser acessados pelo overworld. Esses mapas apresentam suas próprias linhas narrativas, que também estão conectadas à história principal. Ashly Burch voltou para fornecer sua voz para Tiny Tina, enquanto que Andy Samberg, Will Arnett e Wanda Sykes interpretam outros personagens principais no jogo.
Apesar da aquisição da Gearbox Software pela Embracer Group em 2020, o estúdio continuou a fazer parceria com a publicadora da série, a 2K Games. O jogo foi anunciado oficialmente pela 2K em 10 de junho de 2021. Foi lançado em 25 de março de 2022 para Microsoft Windows, PlayStation 4, PlayStation 5, Xbox One e Xbox Series X/S. As versões de PS5 e Xbox Series X/S incluem o conteúdo para download (DLC) "Dragon Lord Pack". Os jogadores que pré-compraram o jogo, ganharam acesso ao "Golden Hero Armor Pack".
Antes do lançamento de Wonderlands, a Gearbox disponibilizou a DLC Assault on Dragon Keep de Borderlands 2 como um jogo autônomo, intitulado Tiny Tina's Assault on Dragon Keep: A Wonderlands One-Shot Adventure, lançado em 8 de novembro de 2021 para Windows, PlayStation 4 e Xbox One.

## Recepção
Tiny Tina's Wonderlands recebeu "críticas geralmente favoráveis" de acordo com o agregador de resenhas Metacritic.